# Willa „Wersal”
Willa „Wersal” – jedno z czterech więzień i aresztów funkcjonujących w czasie okupacji niemieckiej na terenie Buska-Zdroju. Było zlokalizowane w dolnej części al. Mickiewicza, w pobliżu willi „Trzy Róże”. W okresie okupacji niemieckiej budynek stał się miejscem kaźni mieszkańców Kreishauptmannschaft Busko.

## Historia
W okresie przedwojennym w willi „Wersal” mieścił się internat i bursa Gimnazjum i Liceum im. Marszałka Józefa Piłsudskiego w Busku-Zdroju. 

### Okres II wojny światowej
Niemieckie władze okupacyjne jesienią 1939 r. zorganizowały w budynku siedzibę żandarmerii (Gendarmerie), stał się on też miejscem kaźni mieszkańców Kreishauptmannschaft Busko.
Aresztowanych więziono w dwóch pomieszczeniach. Średnio przebywało w nich od kilku do 30 osób. Pomieszczenia pozbawiono prycz oraz mebli. Większość więźniów spała na betonowej podłodze. Jedynym sprzętem sanitarnym były dwa kubły na nieczystości, które rzadko opróżniano. Policjant granatowy, będący klucznikiem aresztu powiatowego – Wiktor Kieroń raz dziennie dostarczał więźniom jedzenie. Zupę rozdzielano pod nadzorem żandarmów.
W willi „Wersal” przesłuchiwania odbywały się codziennie, najczęściej w godzinach nocnych. Przeprowadzali je żandarmi oraz funkcjonariusze Sonderdienstu. W przesłuchaniach najczęściej brali udział żandarmi: Schwenke i Weichbrodt. Odbywały się na piętrze w przeznaczonym na ten cel pokoju. W pomieszczeniu stała szafa, która zawierała przyrządy do bicia: kije, baty, pręty druciane, pałki gumowe. Przesłuchiwanych wiązano w tzw. huśtawkę oraz szczuto psami. Niemcy zagłuszali odgłosy tortur grając na harmonii. Osoby przetrzymywane w willi dr. Byrkowskiego niejednokrotnie doprowadzano na przesłuchania do willi „Wersal”.
Torturom w willi „Wersal” poddawano między innymi Witolda Woźniaka, którego aresztowano w marcu 1943 r. w Smogorzowie. Po trzech tygodniach wysłano go transportem do III Rzeszy, z którego udało mu się zbiec. 
W drugiej połowie października 1943 r. w willi „Wersal” osadzono członkinie Obwodu Busko Armii Krajowej – Zofię Dytkowską oraz Helenę Żurkiewicz. Poddawano je rozległym torturom: „ręce, nogi połamane, pogryzione przez psy, ciało powyrywane”. Po kilku dniach rozstrzelano je na cmentarzu żydowskim w Busku-Zdroju. 
W kwietniu 1944 r. w willi „Wersal” osadzono również mieszkańców Radzanowa, trzech braci Dzik – Józefa, Zygmunta oraz Krzysztofa. Byli zaangażowani w działalność Obwodu Busko AK. Z willi „Wersal” przeniesiono ich do budynku więzienia przy ul. Kościelnej w Busku-Zdroju. Następnie przetransportowano ich do więzienia w Kielcach, skąd trafili do KL Gross-Rosen. Wszyscy bracia przeżyli wojnę.
Więźniowie w willi „Wersal” przebywali od kilku dni do kilku tygodni. Osoby przeznaczone do osadzenia w niemieckich obozach koncentracyjnych przewożono do więzień w Pińczowie lub w Kielcach (tereny Kreishauptmannschaft Busko były pozbawione linii kolejowych) lub rozstrzeliwano na terenie Lasów: Wełeckiego, Winiarskiego oraz Widuchowskiego. Przekazywano ich również do dyspozycji Arbeitsamtu. Część więźniów zwolniono, pod groźbą rozstrzelania nakazano im nie ujawniać warunków panujących w willi „Wersal”.
Niejednokrotnie w willi „Wersal” zdarzały się przypadki zakatowania więźniów. Zbrodnie popełniano również na ludności żydowskiej. W 1942 r. lub w 1943 r. jeden z żandarmów wyprowadził na podwórze chłopca żydowskiego w wieku 15-16 lat, którego rozstrzelał. Przed budynkiem willi „Wersal” rozstrzelano również Żyda:

Pewnego razu widziałam, jak Chrysten [von Christen] jechał konno i prowadził Żyda przywiązanego do siodła – opowiada Władysława Słabiak. – Zajechał przed żandarmerię, Żyda uwiązał do drzwi, poczem wszedł do budynku. Po chwili wyszedł z żandarmem, Kuehnem [Kuhnem], który zastrzelił Żyda z pistoletu. Oglądałam później jego zwłoki…

### Po wojnie
Obecnie na terenie dawnej willi „Wersal” znajduje się budynek mieszkalny. Brak jest współczesnych upamiętnień zbrodni dokonywanych na jego terenie w czasie okupacji niemieckiej. System więziennictwa na terenie Kreishauptmannschaft Busko jest jednym z przedmiotem badań dr Karoliny Trzeskowskiej-Kubasik w ramach projektu pt. „Terror okupacyjny na ziemiach polskich w latach 1939-1945” zainaugurowanego przez Instytut Pamięci Narodowej.